# سراواله سسیا
سراواله سسیا (به ایتالیایی: Serravalle Sesia) یک کومونه در ایتالیا است که در استان ورسلی واقع شده‌است. سراواله سسیا ۲۰٫۴ کیلومتر مربع مساحت و ۵٬۱۲۴ نفر جمعیت دارد.